# Florin Hrițcu
Florin Hrițcu (n. 1 aprilie 1949) este un fost senator român în legislatura 2000-2004 ales în județul Tulcea pe listele partidului PSD. În cadrul activității sale parlamentare, Florin Hrițcu a fost membru în grupurile parlamentare de prietenie cu Republica Filipine și Ucraina. Florin Hrițcu a înregistrat 159 de luări de cuvânt în 60 de ședințe parlamentare. Florin Hrițcu a inițiat 12 propuneri legislative din care 7 au fost promulgate legi. Florin Hrițcu a fost vicepreședintele comisiei pentru administrație publică, organizarea teritoriului și protecția mediului.     